# Harry Bernard
Harry Bernard (13 de janeiro de 1878 — 4 de novembro de 1940) foi um comediante de cinema norte-americano, que trabalhou para Mack Sennett e Hal Roach. Bernard apareceu em mais de 150 filmes entre 1915 e 1940, normalmente estereotipado como um policial.

## Filmografia selecionada
- Two Tars (1928)
- Night Owls (1930)
- Shiver My Timbers (1931)
- Any Old Port! (1932)
- Our Relations (1936)
- Way Out West (1937)
- Saps at Sea (1940)